# أوستن فاندرفورد
أوستن فاندرفورد (بالإنجليزية: Austin Vanderford)(مواليد 21 مارس 1990) هو مُقاتل فنون قتالية مختلطة أمريكي.

## وصلات خارجية
- أوستن فاندرفورد على موقع بيلاتور (الإنجليزية)
- أوستن فاندرفورد على موقع شيردوغ (الإنجليزية)
- أوستن فاندرفورد على موقع Tapology.com (الإنجليزية)